# Edwin Moses
Edwin Moses (Dayton, 31 de agosto de 1955) é um ex-atleta norte-americano, bicampeão olímpico dos 400m c/ barreiras e o maior nome da história desta prova olímpica, vencendo 122 delas - 107 consecutivamente - num período de dez anos e quebrando quatro vezes o recorde mundial da distância.

## Início
Nascido do estado de Ohio, Moses recebeu uma bolsa de estudos para uma universidade em Atlanta, apenas para homens e tradicionalmente afro-americanos, e formou-se em Física e engenharia industrial enquanto competia pela equipe de atletismo da universidade, onde era chamado de 'Homem Biônico' pela severidade de seu treinamento.

## Carreira
Revelando-se rapidamente nos 400m com barreiras, ele tinha a característica de dar treze passadas entre as barreiras, ao invés das quatorze dadas por todos os atletas, o que lhe permitia ganhar tempo a partir da metade da prova, sem precisar trocar de passada ao saltar. Qualificado para os Jogos Olímpicos de Montreal, em 1976, depois de vencer a seletiva americana, em sua primeira competição internacional de vulto ganhou a medalha de ouro olímpica e quebrou o recorde mundial da prova, com a marca de 47s63.
Após quebrar sua própria marca mundial no ano seguinte, Moses foi derrotado pelo alemão-ocidental Harald Schmid numa competição em agosto de 1977, em Berlim. A partir daí, e com uma vitória sobre Schmid na semana seguinte em Dusseldorf, Moses venceu todas as provas das quais participou pelos próximos nove anos, nove meses e nove dias.

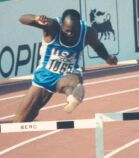
Moses no Campeonato Mundial de Atletismo de 1987, em Roma.

Quando finalmente foi derrotado, em 4 de junho de 1987, em Madri, pelo também americano Danny Harris, Moses havia se tornado uma legenda da prova, vencendo 107 corridas consecutivas, quebrando mais duas vezes o recorde mundial - o último deles (47s02) em Koblenz, em agosto de 1983 -, vencendo três vezes a Copa do Mundo de Atletismo, duas vezes o Campeonato Mundial e conseguindo o bicampeonato olímpico nos Jogos Olímpicos de 1984, em Los Angeles, onde ele foi escalado para fazer o juramento olímpico.
Depois da derrota para Harris, Moses voltou a vencer dez provas consecutivas até encerrar sua participação em Olimpíadas, com a medalha de bronze da prova nos Jogos Olímpicos de Seul, em 1988, mesmo assim fazendo seu melhor tempo numa final olímpica. O vencedor, Andre Phillips,  o idolatrava desde a escola secundária e já havia perdido para Moses 20 vezes em competições anteriores, incluindo a seletiva norte-americana para Seul 1988.

## Reformas no COI
Em 1979, para poder se dedicar com exclusividade ao atletismo, precisou tirar um período de licença da empresa em que trabalhava, a General Dynamics. Baseado na experiência, em que apesar de manter o status de empregado não recebia, pelos próximos dois anos ele tornou-se porta-voz e peça-chave de uma campanha entre os atletas pela mudança nas regras, junto ao Comitê Olímpico Internacional, com relação ao amadorismo exigido aos atletas, que prejudicava os norte-americanos, pois os atletas dos países comunistas eram subliminarmente sustentados por seus governos.
Sua dedicação à isso, levou à criação de um fundo de investimento atlético, que permitia a governos e empresas comerciais, bancarem o treinamento destes atletas, através de pagamento através dos comitês olímpicos ou de vínculo comercial a produtos destas empresas. O projeto foi levado ao presidente Juan Antonio Samaranch, teve o endosso do comitê diretivo do COI e foi ratificado em 1981, permitindo a sobrevivência de comitês nacionais através do patrocínio comercial, trazendo a era do profissionalismo aos Jogos Olímpicos.